# コンクリート・ウォー
『コンクリート・ウォー』（Concrete War,The Last Hour）は、1991年のアメリカ合衆国のアクションビデオ映画。マイケル・パレ、シャノン・トゥイード、ボビー・ディ・シッコ、ロバート・プッチ出演。

## ストーリー
ロサンゼルス警察の刑事ジェフと彼の元妻のスーザンと結婚した大富豪のエリック・ドレイクは、人質となったスーザンを助けに敵の巣窟に乗り込もうとしていた。そして拘束されたスーザンを発見した2人は、手分けして敵を倒し彼女を解放することにした。2人が作戦を決行する前にエリックはスーザンが今もジェフを愛していることを彼に伝え、彼らは敵のいる部屋に突入していく。
事の始まりはその12時間前、高層ビルに隠れ家を構えるロンバルディの元にモニカという人物から電話がかかってくる。彼はその人物に部下を標的の家に向かわせていることを知らせた。その頃エリックと妻のスーザンは情事が終わり、エリックはプールで泳ぎスーザンはシャワーを浴びていた。直後彼らの家にロンバルディの部下であるペトレリたちが侵入し、警備員と家政婦を殺してスーザンを誘拐していった。そこにスーザンの結婚記念を祝いに来たジェフは、家の中で警備員たちの死体を発見する。部屋の中を捜索しても彼女を見つけられないジェフが電話で警察に通報しようとするが、そのときプールから上がったエリックが現れジェフは彼を問い詰める。だがプールで泳いでいた彼は、家の中で起こった出来事について何も知らなかった。事情を理解したエリックは思い当たる節があるようだったが、ジェフには関係ないと話そうとせず2人は言い争いになり、ジェフはエリックを殴り倒す。さらわれたスーザンは、ペトレリとフランキーによってロンバルディの所に連行される。ロンバルディに会ったスーザンは、彼にエリックから何も聞かされていないのかと尋ねられるが、夫を信じている彼女はロンバルディに暴言を吐く。
エリックの家では、ジェフが彼からこうなった理由を聞き出していた。エリックは5年前に親友の妹と結婚したがその父親がマフィアの大物で、当時株ブローカーをしていたエリックは妻の父親に内緒で親友とインサイダー取引を行って大儲けをしたという。そこにロンバルディから連絡が来て、スーザンと引き換えで午前3時に500万ドルを返すよう要求される。それを聞いたジェフは、彼女を助け出すため渋々エリックに協力することにした。ロンバルディは、エリックが名前や顔を変えて自分たちの前から去ったことをスーザンに話し、さらに彼がそれらを変える前に結婚したもう1人の妻がロンバルディの妹であるモニカだということも伝える。そしてエリックがファミリーの金を奪った上に、父親を銃で撃って重傷を負わせたという。ロンバルディはエリックを探し続けていたなかで、モニカがテレビに出演していたエリックの声と目からすぐに夫のマイケルであることを見破ったため見つけ出すことができたとも話した。ジェフとエリックの2人は口げんかをしながらも、スーザン救出のため彼女が捕らえられている高層ビルへと向かう。

## キャスト
| 役名                          | 俳優                         | 日本語吹替 |
| ----------------------------- | ---------------------------- | ---------- |
| ジェフ                        | マイケル・パレ               | 池田秀一   |
| スーザン・ドレイク            | シャノン・トゥイード         | 土井美加   |
| ジョン・ロンバルディ          | ボビー・ディ・シッコ         | 山寺宏一   |
| エリック・ドレイク / マイケル | ロバート・プッチ             | 江原正士   |
| ペトレリ                      | ジョージ・カイル             | 有本欽隆   |
| スパイダー                    | ダニー・トレホ               | 西村知道   |
| フランキー                    | ロバート・ミアノ             | 金尾哲夫   |
| アドラー                      | レイ・ホリット               | 叶木翔子   |
| サリー・ボーイ                | アンソニー・ジョア           | 小室正幸   |
| ハスケル                      | トーマス・ネルソン・ウェッブ | 辻親八     |

## スタッフ
- 監督：ウィリアム・サックス
- 脚本：ジム・バーンズ
- 製作・プロダクションデザイナー：リチャード・ソーヤー
- 製作総指揮：キャロル・M・ロッシ
- 撮影監督：ケント・ウェイクフォード
- 編集：モーリー・ベック、カート・ヴァンダーミューレン
- 衣裳デザイン：サーニャ・ミルコヴィッチ・ヘイズ
- 音楽：ギャリー・シャイマン